# 南港溪 (南投縣)
南港溪，亦稱南烘溪，位於台灣南投縣境內，為烏溪的重要支流，流域分佈於國姓鄉南部、埔里鎮全境、魚池鄉東部及仁愛鄉中西部，長約37.4公里，流域面積約438.14平方公里。主流 (最長河道) 上游為眉溪，其最遠源流為哈奔溪，發源於北東眼山、三角峰之間的合望鞍部一帶，向西南流經霧社，於人止關附近與北側流來之東眼溪會合，始稱眉溪，續流經楓樹林、獅子頭、九芎林、蜈蚣崙，進入埔里盆地後繞行盆地北部，於盆地西部之向善附近與南港溪合流。隨後即西行出盆地而進入山區，經數個大曲流後，至北山坑匯集北坑溪後轉向西北，流經大石股、清德，於柑子林會合北港溪後，改稱烏溪。
名稱為南港溪之本流上游則為東光溪（木屐囒溪），發源於水社大山北側，向北流經頂城、東光、長尾寮，於外加道坑附近與大林溪合流後，始稱南港溪，由外加道坑開始沿溪地形形成峽谷，經過牛洞，來到水頭便漸漸失去峽谷景觀，由魚池盆地進入埔里盆地後向西北流，於盆地西部之向善附近與眉溪匯流，至柑子林此段仍為南港溪。
主流上游眉溪河谷為通往台灣東部地區的重要孔道之一，省道台14線即通過此一地段。

## 南港溪水系主要河川
- 南港溪：南投縣國姓鄉、埔里鎮、魚池鄉、仁愛鄉
  - 北坑溪（北山坑溪）：國姓鄉
    - 韭菜湖溪：國姓鄉
    - 三合溪：國姓鄉

  - 種瓜坑溪（種瓜溪）：國姓鄉、埔里鎮
  - 眉溪：埔里鎮、仁愛鄉
    - 南山溪：仁愛鄉
    - 東眼溪：仁愛鄉
    - 哈奔溪：仁愛鄉

  - 桃米溪（桃米坑溪）：埔里鎮、魚池鄉
  - 東埔溪：埔里鎮、仁愛鄉
  - 加道坑溪：埔里鎮、魚池鄉、仁愛鄉
  - 大林溪（魚池溪）：魚池鄉
  - 東光溪：魚池鄉